# Cytherelloidea monodenticula
Cytherelloidea monodenticula is een mosselkreeftjessoort uit de familie van de Cytherellidae. De wetenschappelijke naam van de soort is voor het eerst geldig gepubliceerd in 1976 door Holden.